# Dualismo de propriedades
O dualismo de propriedades descreve uma categoria de posições em filosofia da mente que advogam que, apesar de o mundo ser constituído por apenas um tipo de substância, do tipo físico, existem dois tipos distintos de propriedades: propriedades físicas e propriedades mentais. Por outras palavras, é a visão segundo a qual as propriedades não-físicas, mentais, como crenças, desejos e emoções, inerem em alguma substância física, nomeadamente o cérebro.
Neste dualismo entende-se que ainda que a mente dependa do cérebro, ela vai além dele. Deste modo pode-se dizer que os processos mentais para ocorrerem necessitam do cérebro, contudo os tais processos transcendem ao funcionamento básico do cérebro. Como exemplo cita-se a imaginação, esta ocorre dependente do cérebro porem ao exercita-la o individuo vai além e pode criar assim situações não necessariamente presentes em sua realidade.
Ademais, os dualistas de propriedade se dividem em duas linhas de raciocínio. A primeira vertigem postula que a mente exerce forte impacto no mundo físico, mesmo dependendo do cérebro (base física) para sua existência. Já o segundo grupo acredita que as propriedades, não-físicas, mentais, não exercem impacto no mundo de substância física.

O dualismo de substâncias, por seu lado, é a visão de que existem dois tipos de substância: física e não-física (a mente), e por consequência também dois tipos de propriedades relacionadas com as respectivas substâncias.